# Говорить Москва
«Говорить Москва» (рос. «Говорит Москва») — російський радянський мелодраматичний воєнний фільм подружжя Юрія та Реніти Григор'євих, заснований на біографії Героя Радянського Союзу Василя Орлова.

## Сюжет фільму
В останні дні перед війною випадково зустрілись Василь Орлов, командувач танкової бригади, та Любов Борисова, голова виконкому у Москві. Наступного ж дня він йде на фронт, а вона залишається готуватись до оборони міста. Декілька разів вони зустрічались, але весь час він хоче повернутись до неї, а вона чекає його з війни.

## В ролях
| Актор               | Роль                 |
| ------------------- | -------------------- |
| Борис Невзоров      | Василь Орлов         |
| Людмила Зайцева     | Любов Борисова       |
| Юрій Каюров         | Троїцький            |
| Любов Соколова      | Орлова               |
| Оксана Захарова     | Таня                 |
| Олексій Ванін       | Федір Орлов          |
| Юрій Катін-Ярцев    | Йосип Ілліч          |
| Сергій Варчук       | Євген Орлов          |
| Марина Яковлева     | Наталя Орлова        |
| Раїса Требух        | Рая Жигалова         |
| Юрій Дідович        | майор                |
| Сергій Амосов       | Сергій Жигалов       |
| Тетяна Чорноп'ятова | секретарка           |
| Інна Виходцева      | працівниця виконкому |
| Дмитро Матвєєв      | Чурилов              |
| Василиса Вороніна   | Василиса             |
| В'ячеслав Жаріков   | Жмаков               |
| Олександр Савченко  | працівник виконкому  |
| Микола Погодін      | працівник виконкому  |
| Маргарита Сердцева  | мама Василиси        |
| Надія Маркіна       | Єрмілова             |
| Марія Давидова      | обурена жінка        |
| Людмила Давидова    |                      |

## Знімальна група
- Режисери: Юрій Григор'єв, Реніта Григор'єва
- Сценарист: Реніта Григор'єва
- Оператори: Олександр Деряжний, Микола Пучков
- Композитор: Павло Чекалов